# 赵云 (宋朝)
赵云（?—?），南宋初年太行山抗金将领。
金军破太原府（治阳曲，今山西省太原市），赵云与梁兴、李进等组织抗金义军，在河东路抗金。金军俘虏其父母赵福、张氏，以平阳府路副总管诱降。赵云不从，金军杀害赵福，张氏被囚禁在垣曲县（今山西垣曲县）。绍兴四年（1134年），赵云投奔岳飞，补敦武郎。赵云渡黄河，破垣曲县，救出其母张氏。绍兴十年（1140年）五月，完颜兀术撕毁与南宋的和议，再次大举南侵。刘锜在顺昌之战大败金军，岳飞在郾城之战大败金军，岳飞派遣梁兴渡黄河，纠合忠义社取河东河北州县。梁兴以赵云为首的会合太行忠义及两河豪杰，包括李进、董荣、牛显、张峪等在垣曲击败金军，又在沁水告捷，追至孟州的邵原，金朝的张太保、成太保等人以所部降宋，又在济源击败金朝高太尉的军队。乔握坚等收复赵州；李兴在河南府、永安军告捷；梁兴在河北攻取怀州、卫州二州，大破兀术军，切断山东、河北金人的交通。赵云升任左武大夫。绍兴和议，岳飞下狱而死，赵云等人的北方义军得不到支援而失败，最后被迫撤回鄂州（治江夏，今湖北省武汉市）。绍兴十二年（1142年），左武大夫、忠州剌史、御前同副统制赵云向朝廷自叙经历，宋高宗下诏加封其母张氏。